# 키아라 레오네
키아라 레오네(독일어: Chiara Leone, 1998년 6월 15일~)는 스위스의 사격 선수로 주 종목은 공기 소총이다. 2024년 하계 올림픽 50m 소총 3자세에서 금메달을 획득했다.

## 경력
아르가우주 라인펠덴 출신으로 2007년에 사격을 시작했다.
2022년 2월 이집트 카이로에서 열린 월드컵에서 프란치스카 슈타르크, 니나 크리스텐과 함께 50m 소총 3자세 단체전 종목 동메달을 획득했다. 같은 해 3월에는 노르웨이 하마르에서 열린 유럽 10m 사격 선수권 대회에서 얀 로흐빌러와 함께 소총 혼성 단체전 동메달을 획득했으며  4월에는 브라질 리우데자네이루에서 열린 월드컵에서 슈타르크, 크리스텐과 함께 50m 소총 3자세 단체전 종목 동메달을 획득했다.